# Desmos
Desmos es un género de plantas fanerógamas con 59 especies perteneciente a la familia de las anonáceas. Son nativas del sur y sudeste de Asia.

## Descripción
Son arbustos, erectos o trepadores, rara vez arbolitos, indumento de pelos simples. Con corto pecíolo. Las inflorescencias solitarias, axilares. Flores bisexuales. Sépalos 3, valvados. Pétalos 6, en 2 verticilos. Frutos mocarpos con semillas subglobosas o elipsoides.

## Taxonomía
El género fue descrito por João de Loureiro y publicado en Flora Cochinchinensis 329, 352. 1790.  La especie tipo es: Desmos cochinchinensis Lour.

## Especies
| - Desmos cambodicus - Desmos chinensis - Desmos chryseus - Desmos cochinchinensis - Desmos dasymaschalus - Desmos dubius - Desmos dumosus - Desmos dunalii - Desmos elegans - Desmos evrardii - Desmos goezeanus - Desmos hainanensis | - Desmos lawii - Desmos lecardii - Desmos longiflorus - Desmos macrocalyx - Desmos mindorensis - Desmos monogynus - Desmos pedunculosus - Desmos praecox - Desmos robinsonii - Desmos teysmannii - Desmos velutinus - Desmos wardianus - Desmos zeylanicus |